# Typ 4 40-cm-Raketenwerfer
Der Typ 4 40-cm-Raketenwerfer (japanisch 四式四十糎噴進砲 Yon-shiki yonjissenchi funshinhō) war ein Raketenwerfer, der vom Kaiserlich Japanischen Heer während des Pazifikkrieges von 1944 bis 1945 eingesetzt wurde. Die Bezeichnung Typ 4 deutet dabei auf das Jahr der Truppeneinführung, das Jahr Kōki 2604 bzw. 1944 nach gregorianischem Kalender, hin.

## Geschichte
Im Laufe des Pazifikkrieges wurde den Japanern ihre artilleristische Unterlegenheit gegenüber den Alliierten immer deutlicher. Um dies auszugleichen, entwickelten sie Raketenwerfer für die Nahunterstützung, mit denen sie gute Erfahrungen gemacht hatten. Bedingt durch ihr geringes Gewicht im Vergleich zu Geschützen und Haubitzen waren sie wesentlich mobiler als letztgenannte und verfügten dennoch über erhebliche Feuerkraft. Durch die wachsende Rohstoffknappheit im Japanischen Kaiserreich fiel es der japanischen Industrie außerdem leichter, Raketenwerfer herzustellen, die grundsätzlich aus einem Rohr und einem Zweibein bestanden, als zeitlich aufwendig und komplizierte Geschütze zu produzieren. 1943 begann die 7. Heeres-Versuchsanstalt mit der Entwicklung des Typ 4 20-cm-Raketenwerfer und hatte gute Erfolge in Bezug der Treffergenauigkeit vorzuweisen. Noch 1943 wurde deshalb von der 7. Heeres-Versuchsanstalt mit der Entwicklung eines 40-cm-Raketenwerfers begonnen. Dieser wurde hauptsächlich im 45° Winkel abgeschossen, wobei die Reichweite über eine Art Ablassventil gesteuert wurde. Im Mai 1945 startete die Produktion der Raketen und bis Kriegsende im September 1945 wurde 50 Geschosse pro Monat gefertigt. Der Typ 4 40-cm-Raketenwerfer war ausschließlich für die Verteidigung des japanischen Mutterlandes vorgesehen und wurde in keinen Kampfhandlungen verwendet.

## Technik
Bereits bei der Abschussvorrichtung des Typ 4 40-cm-Raketenwerfer zeigten sich signifikante Unterschiede zur 20-cm-Version. Anstatt eines metallenen Rohres wurde ein hölzernes Gestell verwendet, was wertvolle Ressourcen und aufwendige Produktionsstätten sparte. Mit der Erfahrung der Treffergenauigkeit des 20-cm-Raketenwerfers war die Versuchsanstalt überzeugt, dass das Fehlen eines Rohres der Treffergenauigkeit keinen Abbruch antun würde. Anstatt den Raketen-Kompanien das hölzerne Gestell zu liefern wurden meistens Baupläne zum Bau des Gestells mit der Munition geliefert. Die Raketen-Truppen mussten anschließend das Gestell aus den ihnen zur Verfügung stehenden Materialien fertigen. Stand kein Material zur Verfügung, wurden, wie beim Typ 4 20-cm-Raketenwerfer, Mulden ausgehoben, in die wiederum eine leichte Vertiefung in Schussrichtung erfolgte. Bis Kriegsende wurden 1700 Abschussvorrichtungen gefertigt, die die Gesamtproduktion von ca. 250 Geschossen weit übertraf.
Der Typ 4 verschoss im Vergleich zur 20-cm-Version einen sechsfach stärkeren Sprengkopf. Das vordere Teil des Geschosses war mit 98,3 kg Sprengstoff gefüllt und hatte eine verheerende Wirkung im Ziel. Der Raketenwerfer verschoss ein Drall-stabilisiertes Geschoss mit einem Gewicht von 508 kg, das von acht Mann zum Werfer getragen werden musste. Während der vordere Teil des Geschosses den Gefechtskopf enthielt, war im unteren Teil die Raketentreibladung angebracht. Der Gefechtskopf und die Raketentreibladung waren mit Schrauben miteinander verbunden. Die untere Platte der Raketentreibladung hatte sechs Löcher, die in die Platte mit einem geneigten Winkel eingebohrt waren, um dem Geschoss einen Drall zu geben und dessen Flugstabilität erhöhten. Die maximale Reichweite betrug 3700 m und konnte durch das Erweitern der Austrittslöcher in der Treibladungsplatte reduziert werden.
Technische Daten
- Kaliber: 400 mm
- Rohrlänge (Gleitweg des Werfers): 3,22 m
- Höhenrichtbereich: +40° bis +65°
- Seitenrichtbereich: 0°
- Geschützgewicht: 220 kg
- Geschossgewicht: 508 kg
- Sprengladung: 98,3 kg
- Mündungsgeschwindigkeit V0: 220 m/s
- Maximale Reichweite: 3.700 m